# Headlong
«Headlong» (укр. «Стрімголов») — пісня британського рок-гурту «Queen», третій сингл з їхнього чотирнадцятого студійного альбому «Innuendo» 1991 року. 
Написана гітаристом гурту Браяном Меєм, пісня планувалася до включення в його другій сольний альбом «Back to the Light», але після прослуховування пісні фронтменом гурту Фредді Мерк'юрі останній запропонував використати пісню для альбому «Queen». Як і всі пісні альбому «Innuendo», трек відразу був зарахований як спільна творчість гурту «Queen».
Пісня була першим синглом, виданим для США 14 січня 1991 року за контрактом з лейблом «Hollywood Records» при тому, що у Великій Британії (де дебютним синглом альбому був «Innuendo», в США вийшов промо-синглом для радіостанцій) реліз синглу відбувся в травні. При виході в США пісня посіла третю сходинку чарту «Hot Mainstream Rock Tracks» журналу «Billboard». Рядок "And you're rushin' headlong" з приспіву перегукується з рядком другого куплету пісні «Breakthru», синглу попереднього альбому «The Miracle», в якому є текст "I wanna rush headlong into this ecstasy".
Обкладинка для американського видання синглу була натхненна (як і всіх синглів з альбому «Innuendo») творами французького художника-карикатуриста Жана Гранвіля.

## Історія
«Headlong» став третім синглом альбому «Innuendo» у рідній країні гурту, Великій Британії. Вийшов у травні 1991 року, у перший тиждень увійшов у британський «топ-30» найкращих синглів, наступного тижня він досяг максимуму, посівши 14 позицію. Це була друга за успішністю пісня, записана в альбомі, після пісні «Innuendo», яка досягла вершини чарту.

## Відеокліп
Музичне відео до пісні «Headlong» стало одним з останніх відеороликів «Queen», знятих з вокалістом Фредді Мерк'юрі, за 12 місяців до його смерті від СНІДу, хоча насправді воно було знято перед відео до пісні «I'm Going Slightly Mad» (вийшла як другий сингл у Великій Британії). На відео гурт виконує пісню в студії у подібному до сценічного антуражі поруч з кадрами, що показують членів гурту за студійною роботою. Версія пісні в кліпі містить додатковий короткий фрагмент після другого приспіву, відсутній у всіх виданих аудіо-версіях.
Запис вистави, де Мерк'юрі в жовтому светрі з засуканими рукавами, та студійні кадри, де Фредді одягнений у дві різні блакитні сорочки з краваткою та класичні штани, були зроблені у вересні, листопаді, грудні 1990 року і початку 1991 року в «Metropolis Studios» в Лондоні (будівля якої з'являється в кадрі на початку та в кінці фільму). Запис був частиною фільму «Innuendo EPK» відзнятого «Metropolis Studios» наприкінці 1990 року. Це також останній кольоровий відеоролик з Фредді Мерк'юрі, чиє здоров'я погіршилося через вірус ВІЛ, через що він помер 24 листопада 1991 року. Обличчя Фредді Мерк'юрі майже не загримоване, тому видно, як змінилося його обличчя і фігура під впливом хвороби. Наступні відеоролики, «I'm Going Slightly Mad» і «These Are the Days of Our Lives», записані в лютому і травні 1991 року відповідно, були чорно-білими.
Музика має особливий ритм. Рядок "Nothin 'You can do about it" змінює свій ритм майже кожен раз: часом застосовуються синкопи, а іноді наголоси падають на сильні долі. Також гітарний програш за першим разом має характерний ритм: тріолі. Настрій музики пісні загалом веселий, темп швидкий, відображає головні рядки пісні "Rushing headlong".
Як і всі інші відеоролики для альбому «Innuendo», кліп «Headlong» був створений австрійською режисерською компанією DoRo, що складається з Руді Долезала і Ханнеса Роззахера, які регулярно працювали з «Queen», починаючи з відео для синглу «Friends Will Be Friends» 1986 року. Вони також створили відео за участю нового складу «Queen» у вигляді трьох членів (Мей, Тейлор, Дікон) до пісні «No-One but You (Only the Good Die Young)», що вийшло 1997 року.

## «Б»-сторона
«Headlong» випускалася на платівці разом з піснями «All God's People» і «Mad the Swine» на стороні «Б». У Великій Британії сторона «Б» 7-дюймової платівки містила по одній з цих пісень, а 12-дюймової платівки містила обидві пісні. «All God's People» взята з альбому «Innuendo», а «Mad the Swine» — є дуже ранньою, раніше невиданою піснею 1973 року.

## Учасники записи
- Фредді Мерк'юрі — головний вокал, бек-вокал
- Браян Мей — електрогітара, піаніно, клавішні, програмування ударних, бек-вокал
- Роджер Тейлор — ударні, бек-вокал
- Джон Дікон — бас-гітара

## Чарти
| Чарт                | Позиція | Тиждень |
| ------------------- | ------- | ------- |
| Канадський чарт     | 25      | 11      |
| Нідерландський чарт | 43      | 8       |
| Ірландський чарт    | 25      | 2       |
| Британський чарт    | 14      | 4       |
| Американський чарт  | 3       | 10      |